# STS-96
STS-96 est la vingt-sixième mission de la navette spatiale Discovery et la deuxième mission vers la Station Spatiale Internationale (ISS).

## Équipage
- Kent V. Rominger (4), Commandant  États-Unis
- Rick D. Husband (1), Pilote  États-Unis (Rick Husband sera tué lors de son prochain vol)
- Ellen Ochoa (3), Spécialiste de mission  États-Unis
- Tamara E. Jernigan (5), Spécialiste de mission  États-Unis
- Daniel T. Barry (2), Spécialiste de mission  États-Unis
- Julie Payette (1), Spécialiste de mission  Canada de l'ASC
- Valery I. Tokarev (1), Spécialiste de mission  Russie du RSA

Le chiffre entre parenthèses indique le nombre de vols spatiaux effectués par l'astronaute, STS-96 inclus.

## Paramètres de la mission
- Masse :
  - Navette au décollage : 220 980 kg
  - Navette à vide : 118 859 kg
  - Chargement : 9 097 kg
- Périgée : 326 km
- Apogée : 340 km
- Inclinaison : 51,6°
- Période : 91,2 min

### Amarrage à la station ISS
- Début : 29 mai 1999, 04 h 23 min 55 s UTC
- Fin : 3 juin 1999, 22 h 39 min 00 s UTC
- Temps d'amarrage : 5 jours, 18 heures, 15 minutes, 05 secondes

### Sorties dans l'espace
- Jernigan et Barry - EVA 1
- Début de EVA 1 : 30 mai 1999 - 02h56 UTC
- Fin de EVA 1 : 30 mai 1999 - 10h51 UTC
- Durée : 7 heures, 55 minutes

## Objectifs
Le but premier de la mission était le premier amarrage à la Station Spatiale Internationale, ainsi que le transport de matériaux et d’équipements à l’intérieur en vue de l’approvisionner. C'est la première mission de ravitaillement de la station spatiale internationale.